# Kamzičí vrch
Kamzičí vrch, till 2006 Chřibský vrch, tyska: Himpelberg, är en kulle i Tjeckien. Den ligger i regionen Ústí nad Labem, i den norra delen av landet, 80 km norr om huvudstaden Prag. Den högsta toppen på Kamzičí vrch, på tyska kallad Kleiner Himpelberg, är 623 meter över havet. En lägre topp, Na Širokém eller Großer Himpelberg, når 563 meter över havet.